# Chippenham Park F.C.
Chippenham Park là một câu lạc bộ bóng đá Anh tọa lạc ở Chippenham, Wiltshire, đang thi đấu ở Western Football League Division One, nằm ở cấp độ 10 của hệ thống các giải bóng đá Anh.

## Lịch sử
Đội bóng được thành lập năm 2012 bởi Chippenham Town FC. Ý tưởng này được khuyến khích bởi hàng nghìn trẻ em chơi bóng ở địa phương là một cách để có thể tham dự hệ thống giải bóng đá Anh thông qua đội trẻ, đến U18, tiếp theo là đội Park, sau đó là Chippenham Town và hơn nữa.
Mùa giải 2012–13 chứng kiến đội bóng bắt đầu thi đấu ở Wiltshire Football League Premier Division. Họ có một mùa giải rất thành công, nhiều tuần lần đứng đầu bảng xếp hạng nhưng cuối cùng lại xếp vị trí thứ 3. Do kết thúc ở top 5 nên họ được quyền thăng hạng Western League.
Ngày 24 tháng 5 năm 2013, đề nghị của họ được chấp nhận và đội bóng lên thi đấu ở Western League Division One.
Mùa giải 2013–14, CLB lần đầu tiên tham dự FA Vase. Chippenham Town từng vào đến chung kết giải đấu này vào năm 2000 và Park cũng được hy vọng sẽ lặp lại thành tích đó.
Cũng trong năm 2012, Chippenham Park Dự bị được thành lập và thi đấu ở Wiltshire Football League Division One. Đội bóng có tên FC Chippenham Youth.

## Màu sắc và trang phục
CLB thi đấu với màu sắc tương tự với Chippenham Town, áo, quần, tất màu xanh dương hoàng gia.

## Sân vận động
Chippenham Park chơi trên sân nhà Hardenhuish Park, Bristol Road, Chippenham, Wiltshire, SN14 6LR.